# 체크 밸브

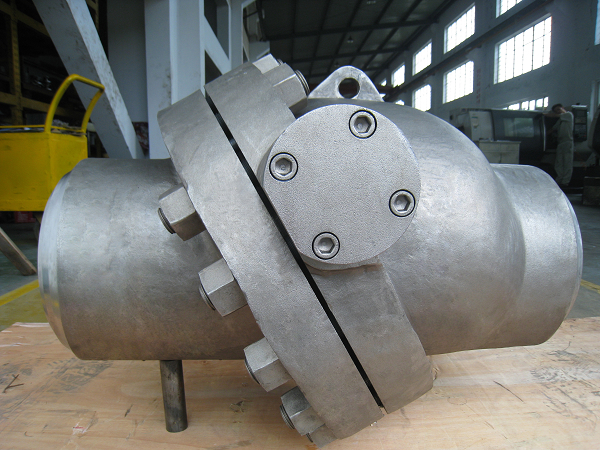

체크 밸브(check valve, one-way valve, non-return valve, clack valve, retention valve, reflux valve)는 유체 (액체 또는 기체)가 일반적으로 한 방향으로만 흐르게하는 밸브이다.
체크 밸브는 2포트 밸브이다. 즉, 몸체에 2개의 구멍이 있으며 하나는 유체가 들어가고 다른 하나는 유체가 나가기 위한 구멍이다. 체크 밸브는 종종 일반 가정 용품의 일부이다. 다양한 크기와 비용으로 이용할 수 있지만 체크 밸브는 일반적으로 매우 작고, 간단하거나 저렴하다. 대부분의 체크 밸브 몸체는 플라스틱 또는 금속으로 이루어져 있다.
체크 밸브의 중요한 개념은 밸브가 작동하는 최소 상류 압력인 크래킹 압력이다. 일반적으로 체크 밸브는 특정 크래킹 압력에 맞게 설계되었기 때문에 특정 크래킹 압력에 대해 지정할 수 있다.

## 이미지

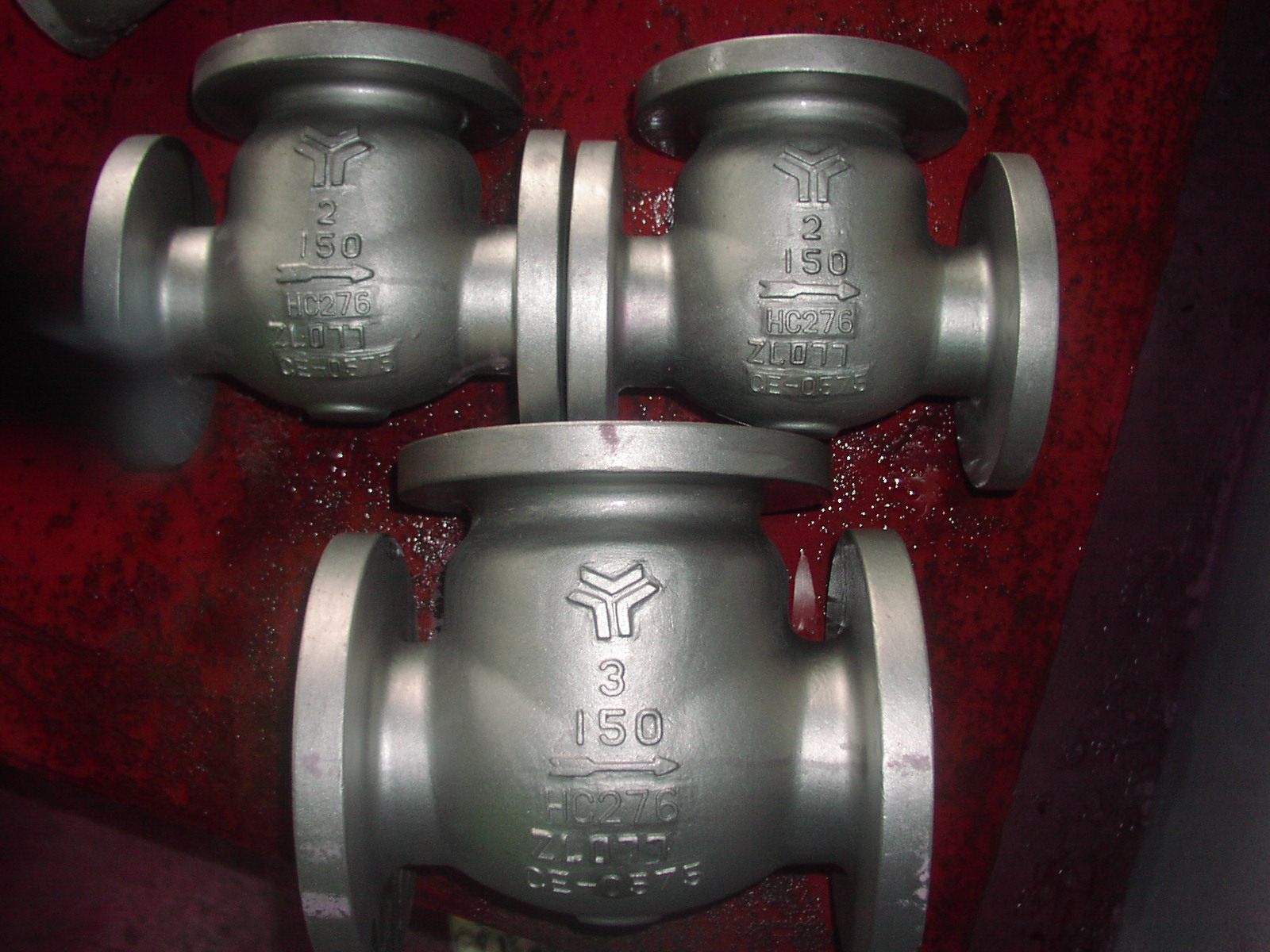
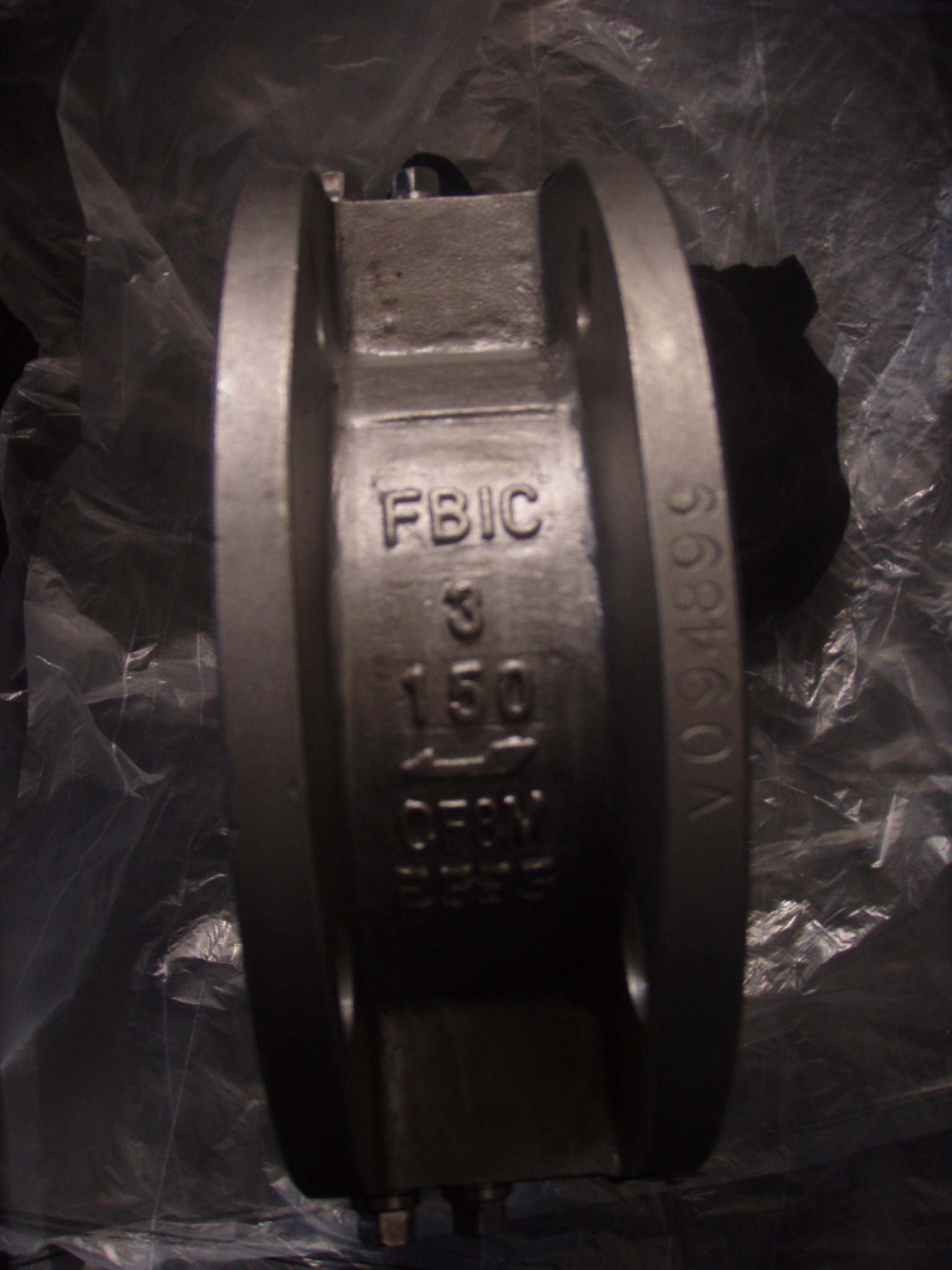
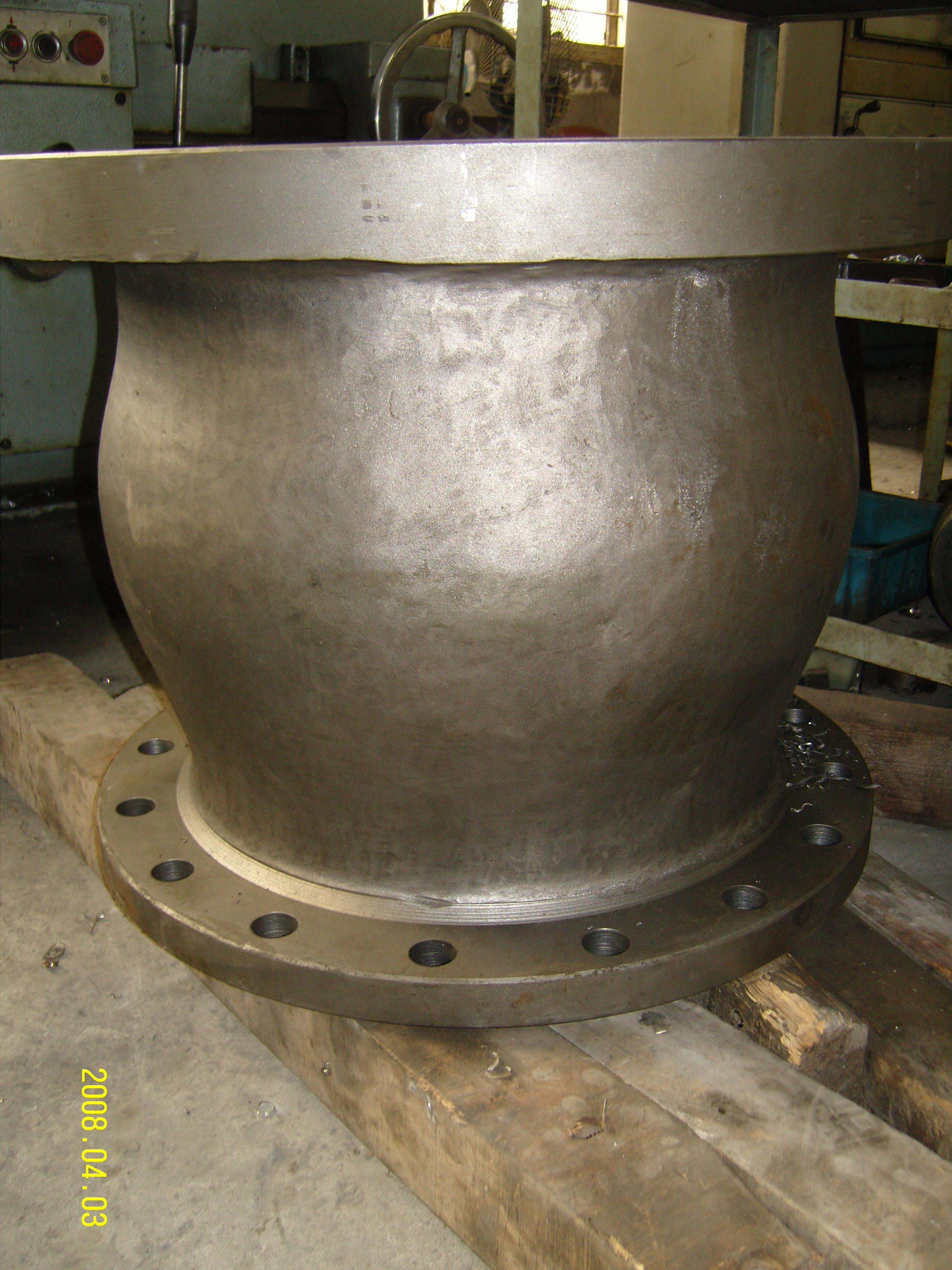
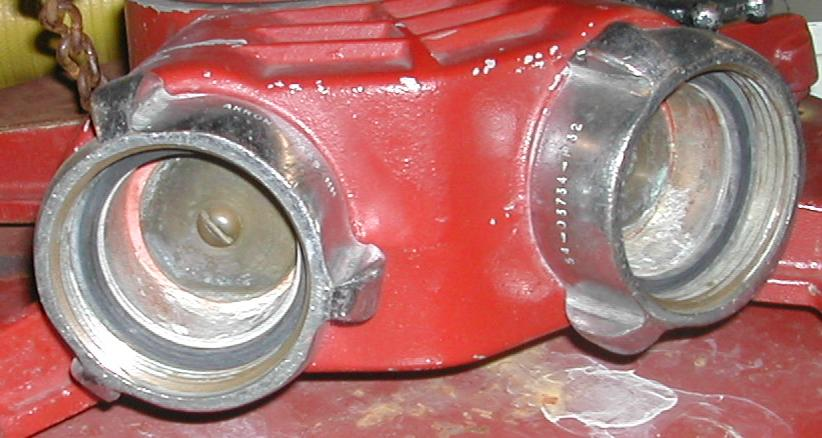
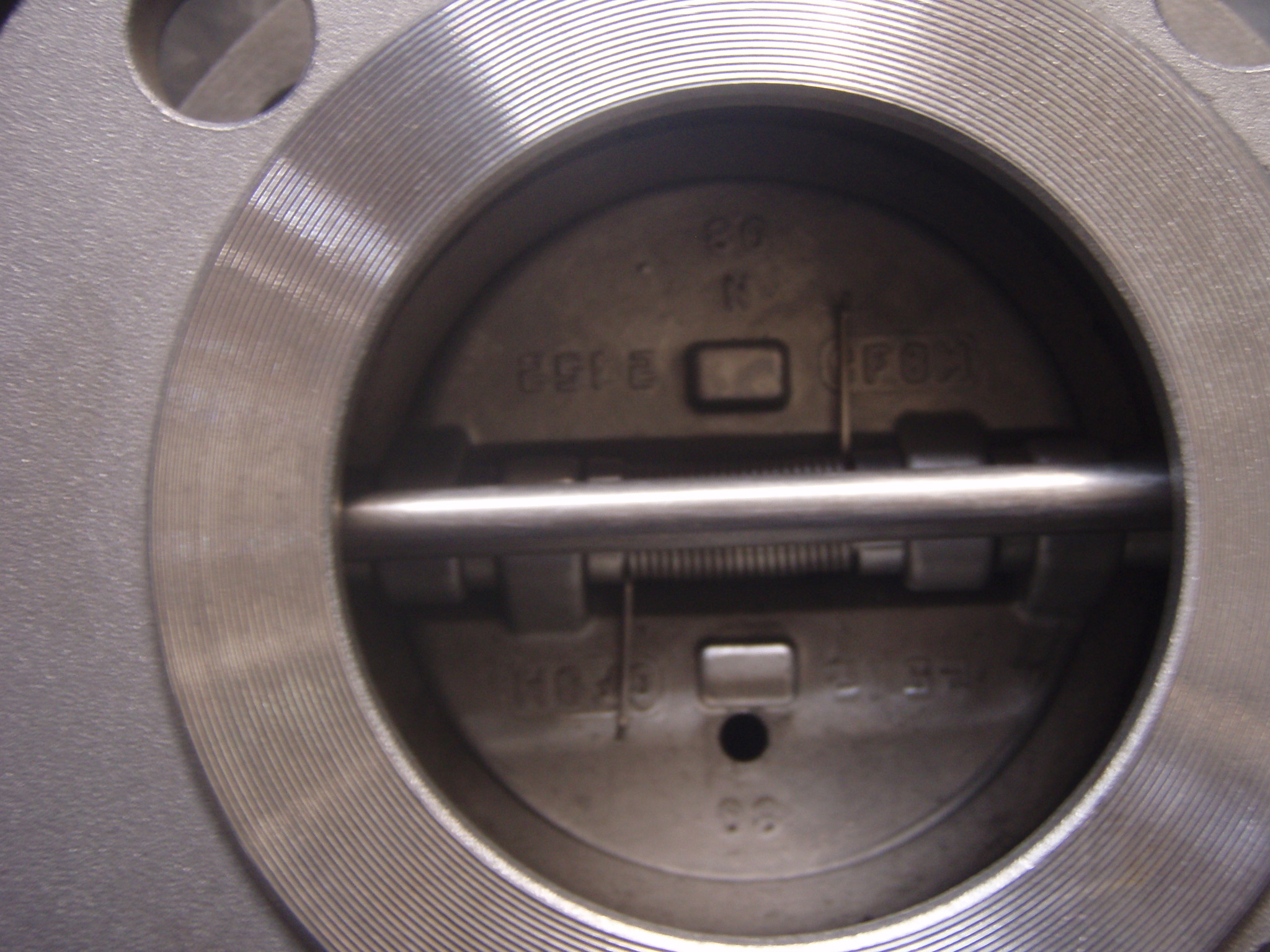
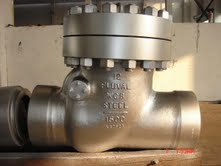
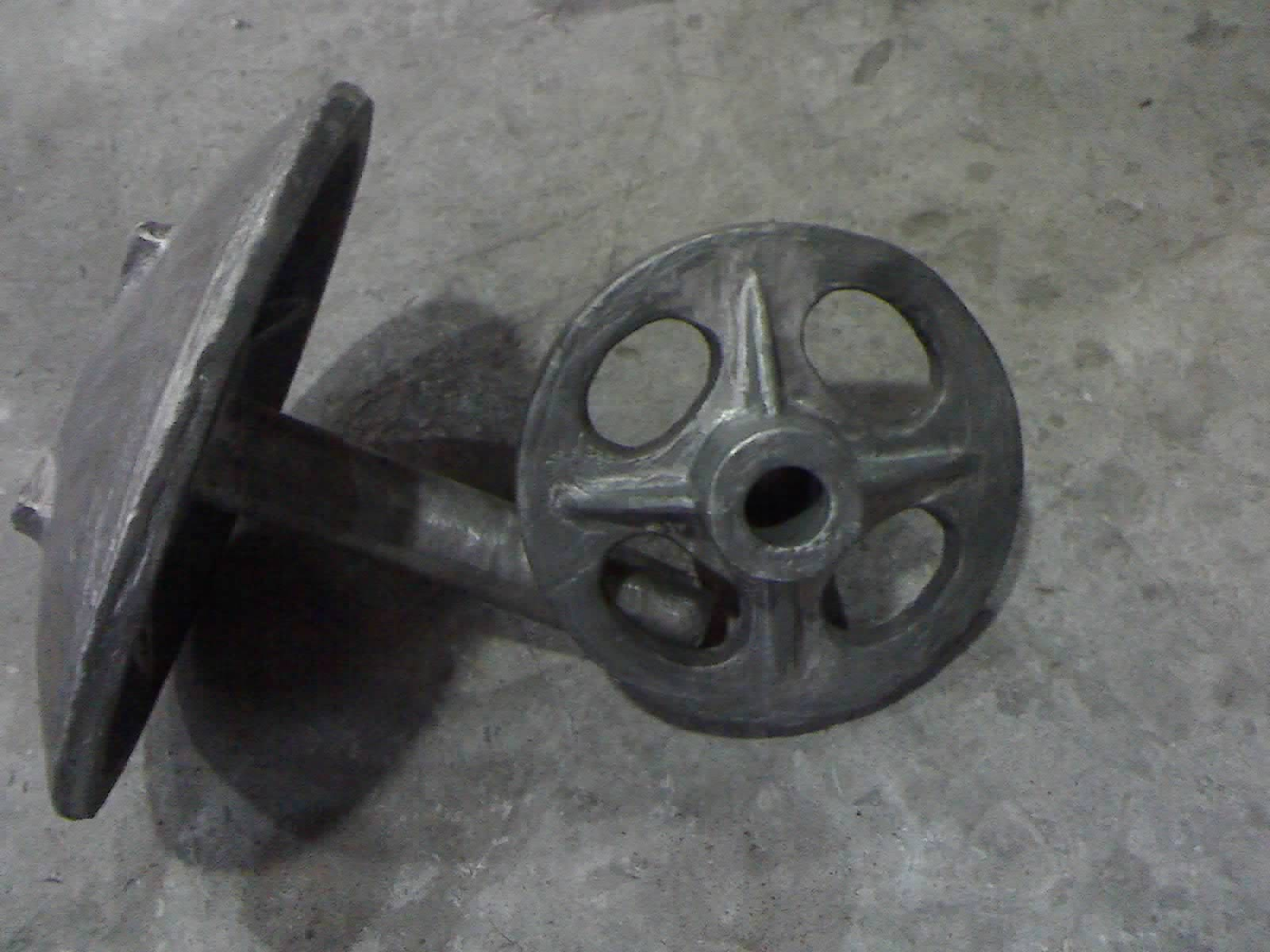
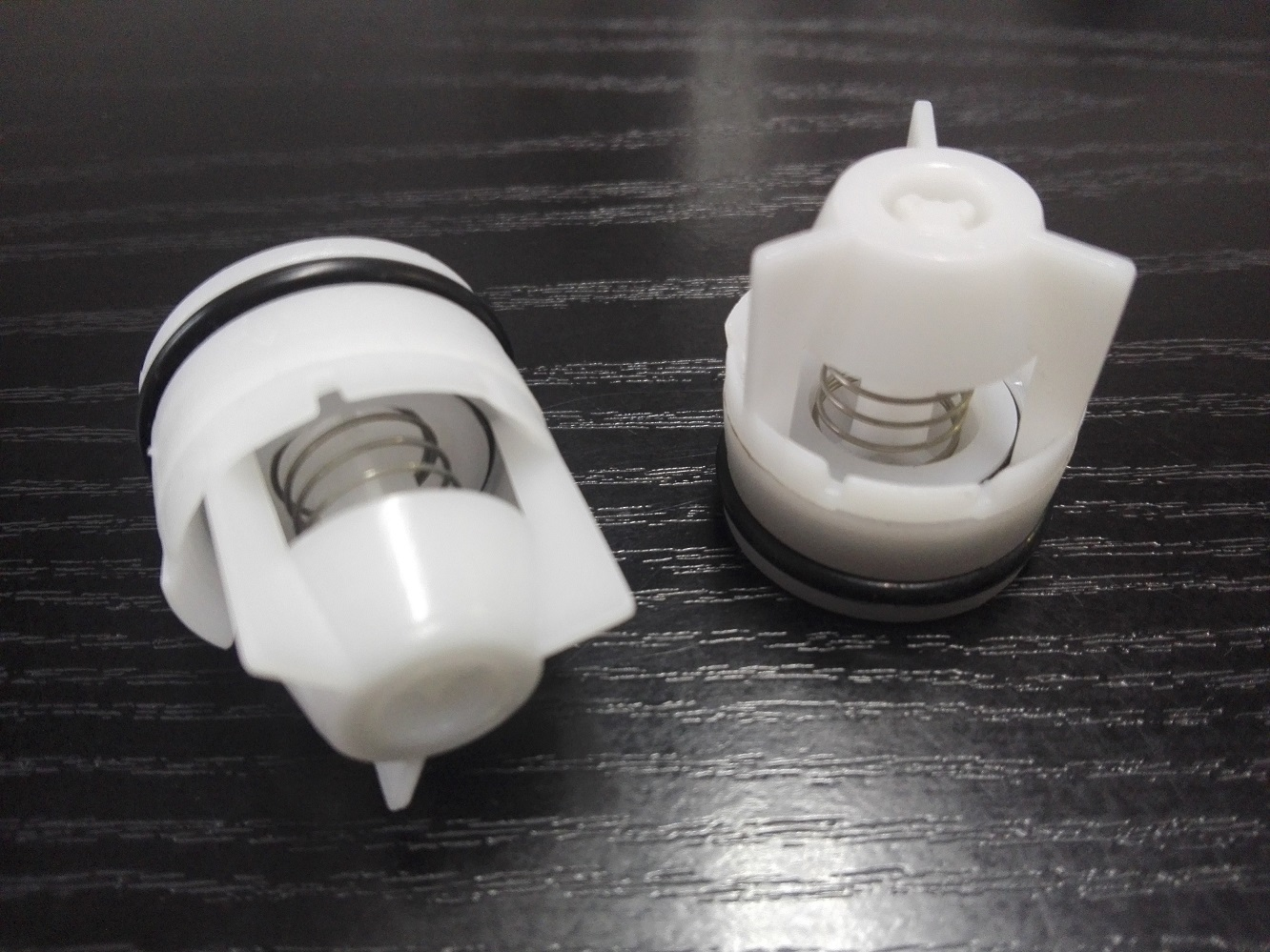
플라스틱 체크 밸브

## 같이 보기
- 리드 밸브